# Pier Paolo Pasolini

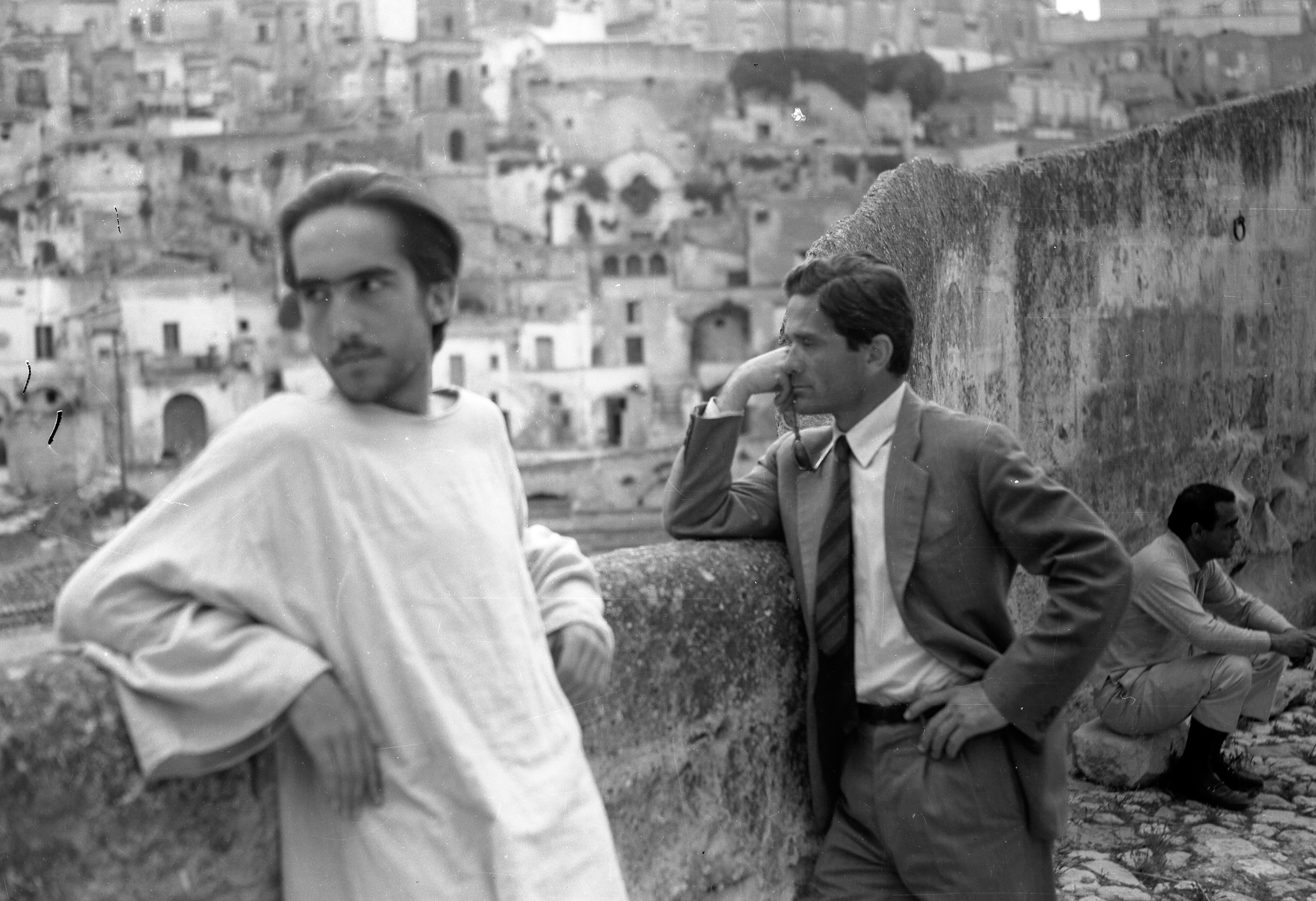
Irazoqui i Pier Paolo Pasolini na planie filmu Ewangelia według świętego Mateusza

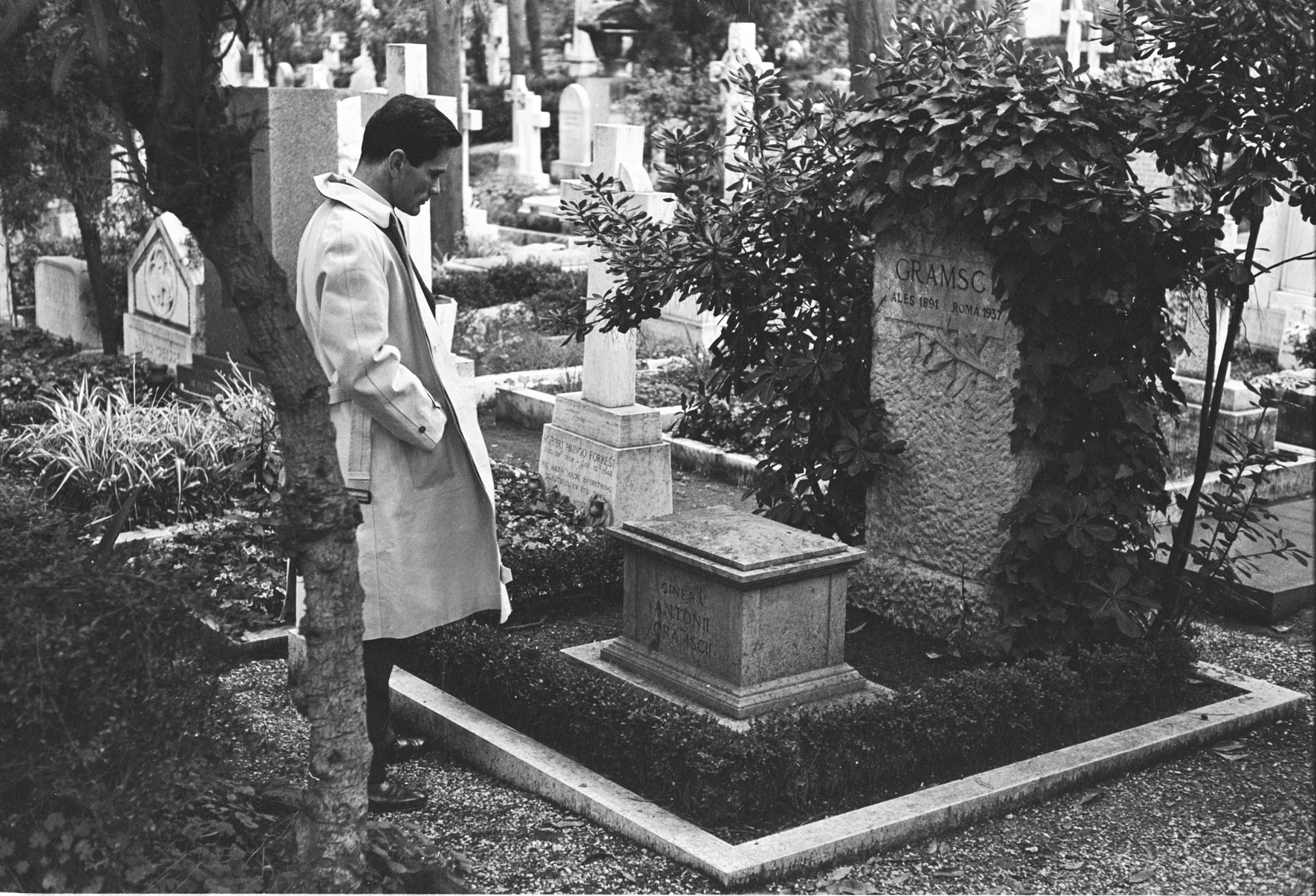
Pasolini odwiedzający grób Antonio Gramsciego w Rzymie

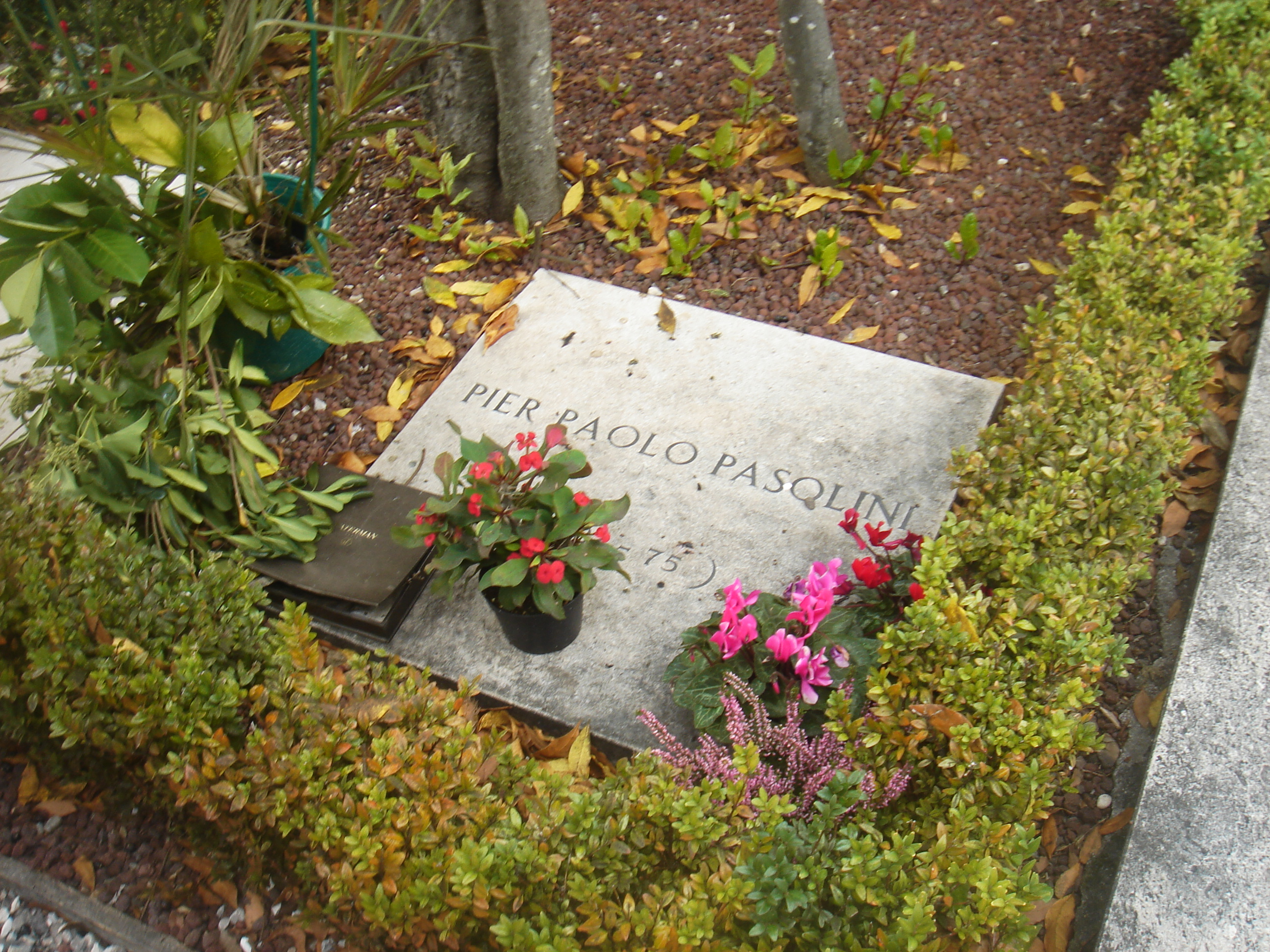
Nagrobek Pasoliniego na cmentarzu w Casarsie

Pier Paolo Pasolini (wymowa we włoskim: pazolini) (ur. 5 marca 1922 w Bolonii, zm. 2 listopada 1975 w Rzymie) – włoski pisarz, dramaturg, malarz, poeta, scenarzysta i reżyser filmowy, prezentujący w filmach poglądy lewicowe i zaangażowanie społeczno-polityczne.
Z wykształcenia filolog i lingwista romański. Był jednym z najbardziej znanych intelektualistów swojego pokolenia. Uznawany za nonkonformistę i twórcę kontrowersyjnego. Według Susan Sontag był najbardziej rozpoznawalną figurą we włoskiej sztuce i literaturze po II wojnie światowej. Sam konsekwentnie utrzymywał, że przede wszystkim jest poetą.
Wyreżyserował 26 filmów, był autorem blisko 50 scenariuszy, 6 powieści, 7 zbiorów poezji, opublikował wiele rozpraw filozoficznych i tekstów dotyczących sztuki filmowej.
Nie ukrywał swojego homoseksualizmu. Z jednej strony jego twórczość spotykała się z uznaniem i podziwem, z drugiej zaś szokowała, bulwersując opinię publiczną i świat filmowy. Jego filmy wywoływały skandale, wielokrotnie zabraniano ich dystrybucji. Pasolini przed sądem stawał 36 razy.

## Życiorys

### Dzieciństwo i młodość
Ojciec, porucznik Carlo Alberto Pasolini, był zawodowym oficerem, pochodzącym z rodziny szlacheckiej wywodzącej się z Romanii, zagorzałym faszystą, odpowiedzialnym za ochronę Benito Mussoliniego podczas wieców. Matka, nauczycielka Susanna Colussi, pochodziła ze wsi w regionie Friuli na północy Włoch. Pier Paolo urodził się w Bolonii 5 marca 1922. Czteroletni Pier Paolo w 1926, po aresztowaniu ojca za długi hazardowe, wyjechał wraz z matką do Casarsa della Delizia, niewielkiej miejscowości w regionie Friuli. Susanna Colussi – jak twierdził sam Pasolini – nosiła imię po prababce, polskiej Żydówce, którą uwiódł w Warszawie żołnierz Napoleona.
II wojna światowa i czas tuż po jej zakończeniu przypadł na okres kształtowania się jego światopoglądu intelektualnego i politycznego. Był zafascynowany wsią i życiem ludzi na wsi z rodzinnych stron matki. Będąc jeszcze bardzo młody, parał się pisaniem poezji w języku friulskim, którego perfekcyjnie nauczył się specjalnie w tym celu. Pierwsze wiersze w tym języku napisał w wieku 7 lat. Był pierwszym poetą publikującym wiersze pisane po friulsku (pierwszy tomik Le poesie a Casarsa został wydany, gdy miał 19 lat).
W 1939, w wieku 17 lat, wyjechał studiować na Uniwersytecie w Bolonii filologię romańską i historię sztuki. W czasie studiów został komunistą, po części w proteście przeciw faszystowskim poglądom ojca. Pod wpływem pism marksistowskiego filozofa Antonio Gramsciego ukształtowały się jego poglądy polityczne, którym pozostał wierny do końca życia. W 1943 wcielono go do armii, na krótko przed kapitulacją faszystowskiego rządu i destrukcją włoskiej armii. Jego pododdział błąkał się po kraju, by w końcu poddać się dwóm Niemcom w czołgu. Pier Paolo odsłużył w armii tydzień. Po złożeniu broni wrócił do rodzinnej Casarsy. Pod koniec wojny jego rodzina przeżyła dramat – zginął młodszy brat Paola. Guido Pasolini zaciągnął się wcześniej do komunistycznej partyzantki walczącej z niemieckimi i włoskimi faszystami w górach Friuli. Pier osobiście zawiózł go na stację kolejową, skąd Guido ruszył na wojnę z walizką i rewolwerem ukrytym w wydrążonym tomiku wierszy. Po kilku miesiącach jego oddział został wybity nie w walce z wrogiem, ale przez inne komunistyczne ugrupowanie we frakcyjnych porachunkach. Po latach, gdy Pier Paolo był już publicznie znanym, zaangażowanym komunistą, prawicowe media przypominały te wydarzenia, wytykając Pasoliniemu, że wyznaje ideologię, która zabiła jego brata. On sam nigdy nie przestał myśleć i pisać o Guidonie.

### Powrót w rodzinne strony
Po zakończeniu wojny Pasolini ukończył studia i po powrocie w rodzinne strony zatrudnił się jako nauczyciel literatury włoskiej w małym miasteczku pod Udine. W 1947 wstąpił do Włoskiej Partii Komunistycznej. Stawał się znany jako poeta i eseista, coraz aktywniej działał w partii redagując jej lokalne pismo. Mimo że został jej lokalnym sekretarzem, miał w tym środowisku wielu przeciwników – patrzono na niego podejrzliwie ze względu na historię brata i brak zainteresowania nurtem realizmu socjalistycznego w jego działalności pisarskiej i publicystycznej. Zarzucano mu kosmopolityzm i ukryty pociąg do kultury burżuazyjnej.
Pod zarzutem uwiedzenia jednego z uczniów Pasolini został postawiony przed sądem. Sprawę pierwszy podobno odkrył miejscowy proboszcz, który najpierw próbował szantażować Pasoliniego, żądając porzucenia politycznej kariery w zamian za nieujawnienie skandalu. Pasolini miał w krótkich i dosadnych słowach odpowiedzieć księdzu, co o nim i jego żądaniach sądzi. 15 października 1949 Pasoliniego aresztowano. Jeszcze przed końcem procesu wyrzucono go z partii za homoseksualizm. W lokalnej gazecie komunistycznej ukazało się obwieszczenie:
Federacja Komunistycznej Partii Włoch w Pordenone uchwaliła wydalenie z partii doktora Piera Paolo Pasoliniego z Cesarei jako człowieka moralnie bezwartościowego. Uważamy fakty, które spowodowały dyscyplinarne usunięcie dr. Pasoliniego z naszych szeregów za pouczający przykład zgubnych wpływów pewnych ideologicznych i filozoficznych prądów, reprezentowanych m.in. przez Gide'a, Sartre'a oraz innych poetów i intelektualistów, którzy, pozując na postępowych, w rzeczywistości reprezentują najbardziej szkodliwe aspekty burżuazyjnej dekadencji.
Pasolini uniknął wyroku, ale aresztowania, procesy i wyroki za homoseksualizm powtarzały się później przez całe jego życie. Nigdy nie przestał być marksistą i mimo wydalenia z partii wciąż sympatyzował z komunistami. Stracił pracę, a w Cesarei wytykano go na ulicy jako zboczeńca. Sytuacja zmusiła go do przeniesienia się w 1950 do Rzymu. Zabrał ze sobą matkę, ponieważ konflikt z ojcem zaostrzył się – obydwoje opuścili go na zawsze. Nie jest do końca jasne, czy zarzuty uwiedzenia były prawdziwe, choć jest to wysoce prawdopodobne. Niewątpliwie był to punkt zwrotny w jego życiu, a podobny epizod umieścił potem w jednej ze swoich powieści.

### Wyjazd do Rzymu
Zamieszkał na przedmieściu stolicy, początkowo w bardzo ciężkich warunkach. Matka Piera została sprzątaczką; obydwoje poznali najgorsze slumsy stolicy. Ten okres znalazł odbicie w jego późniejszych utworach literackich i filmowych. Mimo trudności, Pier Paolo przebił się do świata intelektualno-artystycznego stosunkowo szybko. Pracował jako nauczyciel greki i łaciny w liceum, publikował poezję i teksty o literaturze. W tym okresie mają również źródło jego fascynacje i studia nad dialektem rzymskim oraz środowiskiem lumpenproletariackim. Wydał wtedy kilka powieści napisanych w tym dialekcie. Pod koniec lat 50. uznawano go za jednego z najwybitniejszych, a jednocześnie najbardziej kontrowersyjnych pisarzy. Malował także doceniane przez krytyków sztuki obrazy. W publikacjach prasowych angażował się gorąco po stronie komunistów. Spośród lewicowych włoskich intelektualistów był jednym z najbardziej zajadłych krytyków prawicy.
W twórczości literackiej lat 50., takiej jak Chłopcy z marginesu (1953) czy Una vita violenta (Gwałtowne życie, 1955), łączył zainteresowania lingwistyczne z marksistowską teorią emancypacji proletariatu, opisując środowiska młodych robotników. W obydwu powieściach umieścił podobny typ bohatera. W 1955 o Pasolinim zrobiło się głośno za sprawą wydania skandalizującej powieści Chłopcy życia. Za jej „pornograficzny charakter” został pozwany do sądu i ponownie potępiony przez dawnych partyjnych towarzyszy. Na łamach prasy brukowej zaczęły się ukazywać różne zarzuty wobec pisarza, często wręcz absurdalne i groteskowe, np. udziału w napadzie z bronią w ręku na pub. Pasolini był dobrą pożywką dla nagonek, gdyż nigdy nie ukrywał, że jest ateistą, marksistą i homoseksualistą. Jego związki z nastoletnimi chłopcami były do tego stopnia publiczną tajemnicą, że biografowie Pasoliniego znają ich z imienia i nazwiska. Jednym z jego stałych młodych kochanków był Ninetto Davoli, którego poznał, gdy ten miał 16 lat. Davoli wystąpił w aż dziesięciu filmach Pasoliniego i ta znajomość była dla niego początkiem aktorskiej kariery. W 1968 obaj nawet zagrali wspólnie w westernie Luciano Emmera Requiescant. Ostatnią sprawę o uwiedzenie młodego chłopca wytoczono Pasoliniemu w 1975, podczas kręcenia filmu Salò, czyli 120 dni Sodomy.

### Pierwsze filmy – opowieści proletariackie
Podczas pobytu w Rzymie rozpoczął współpracę z filmowcami wytwórni Cinecitta, początkowo jako scenarzysta piszący teksty dla Mauro Bologniniego i Federico Felliniego, później również jako asystent i drugi reżyser. Równolegle wciąż zajmował się lingwistyką tłumacząc na włoski Oresteję, Antygonę i Eneidę. Praca z Fellinim przy Nocach Cabirii (1957) zakończyła się konfliktem pomiędzy twórcami. Fellini pominął Pasoliniego w napisach, mimo iż ten napisał większość dialogów, z którymi Fellini – zupełnie nie znający slangu przedmieść – nie mógł sobie poradzić. Miał stworzyć też część epizodów i ogólny zarys fabuły. Dopiero po sukcesie filmu w Cannes dodano w czołówce filmu nazwisko Pasoliniego, ale tylko jako współautora dialogów.
Jego własny debiutancki film powstał w 1961, gdy Pasolini miał blisko 40 lat. Mimo dość późnego debiutu, sztuka filmowa okazała się najważniejszą częścią twórczości Pasoliniego, która pochłonęła go całkowicie na resztę życia. Pierwszym filmem był Włóczykij (Accattone). Temat filmu nawiązywał do lewicowych poglądów i zainteresowań literackich reżysera. Był ekranizacją jego własnej powieści Una vita violenta, opowiadającej o zdemoralizowanym alfonsie z rzymskich slumsów. Już pierwszy film stał się skandalem – w czasie jego premiery włoscy neofaszyści zdemolowali kino. Film przyniósł twórcy nagrodę na festiwalu w Karlowych Warach (pierwszą z serii filmowych nagród) oraz wywołał burzę polemik na festiwalu w Wenecji.
Podobną tematyką zajmował się w kolejnych obrazach – noweli filmowej La Ricotta (Twaróg) i nakręconym rok później pełnometrażowym Mamma Roma, rozgrywającym się w rzymskim półświatku, przedstawiającym historię prostytutki znanej jako Mamma Roma (w tej roli Anna Magnani) i jej syna Ettore. Krytycy dopatrzyli się w tym filmie aluzji religijnych – wątek matki i syna przywołuje na myśl dramat z Ewangelii, a niektóre sceny wystylizowane zostały na renesansowe obrazy włoskich mistrzów. Tym razem postawiono Pasoliniemu zarzut, że do sztuki wnosi wulgarny żargon środowisk przestępczych i apologizuje podmiejskie męty.
Film Twaróg (La Ricotta) był częścią projektu filmowego Ro.Go.Pa.G., składającego się z nowel filmowych, które prócz Pasoliniego reżyserowali Roberto Rossellini, Jean-Luc Godard i Ugo Gregoretti. W części Pasoliniego zagrał m.in. Orson Welles. Film okazał się skandalem – opowiadał o aktorze, który najadłszy się sera, umiera na krzyżu podczas kręcenia filmu pasyjnego. Epizod nakręcony przez Pasoliniego był satyrą na świat komercyjnego filmu, czego jednak nie dostrzeżono tak dobrze, jak odniesień do religii – obraz zbulwersował kościół katolicki i włoskich konserwatystów. Pasoliniego oskarżono o bluźnierstwo i skazano na cztery lata więzienia. Kary tej jednak nie odbył, gdyż zasądzono mu wyrok w zawieszeniu; spędził jednak 4 miesiące w areszcie. Nowela Pasoliniego, wraz z powieścią Kryptonim 'Psima' Mirosława P. Jabłońskiego, posłużyły Piotrowi Szulkinowi za kanwę scenariusza filmu Ga, ga. Chwała bohaterom.

### Opowieści alegoryczne, filmy życia i witalności
Na skandal wokół filmu Twaróg Pasolini zareagował z typową dla siebie przekorą, reżyserując w 1964 roku film Ewangelia według świętego Mateusza, dedykowany papieżowi, Janowi XXIII.
Ta wierna adaptacja Ewangelii była skrajnie realistyczną opowieścią, w której w roli Matki Boskiej reżyser obsadził własną matkę, Susannę, a w Chrystusa wcielił się naturszczyk – zwykły kierowca ciężarówki o komunistycznych przekonaniach. Reżyser z premedytacją wykreślił przed premierą skrót „św.” przed imieniem ewangelisty w tytule filmu (w tytule polskim wyraz ten pozostał). Podczas gdy jedni dostrzegli w filmie ujmujące ewangeliczne przesłanie, część środowisk katolickich dopatrywała się w nim bluźnierczej nuty lub odbierała go jako zaangażowane dzieło o wymowie marksistowskiej. Franco Zeffirelli stwierdził: Pasolini pokazał historię Jezusa, jakby to była jego własna: jako apostołowie wystąpili najlepsi przyjaciele, Matką Boską była uwielbiana matka. Uważał bowiem, że jedynym sposobem wytłumaczenia owej niezwykłej opowieści jest przeniesienie jej na poziom osobisty. Przypuszcza się, że filmem tym reżyser chciał złożyć hołd matce i wyrazić szacunek dla jej prostej wiary. Film zdecydowanie odbiegał od wszelkich dotychczasowych, „lukrowanych” ekranizacji Biblii. Trafił przy tym do wiernych, a nawet zyskał aprobatę samego Watykanu.
Filmem tym Pasolini wyraźnie zmienił sposób artystycznej wypowiedzi, co tłumaczył kilka lat później:
W moich pierwszych filmach wypowiadałem się językiem prostym, epickim, bo pragnąłem za Gramscim – zwracać się do świadomości mas ludowych. Jednakże obawiam się, że tego rodzaju publiczność – lud, w sensie, jaki nadawał temu słowu Gramsci – już dziś nie istnieje, ponieważ społeczeństwo masowej konsumpcji wchłonęło i zniszczyło prawie wszystkie dawne struktury (...). To jest właśnie powodem, dla którego zacząłem realizować filmy oparte na bajce, na alegorii, na przypowieści, chociaż zdaję sobie sprawę z niebezpieczeństw niejasności, z ryzyka podniesienia stopnia trudności rozumienia filmu.
Podobnie, choć nieco mniej przychylnie, przyjęto nakręcony w 1966 film Ptaki i ptaszyska, będący niekanoniczną opowieścią o św. Franciszku z Asyżu. Jest on metaforyczną i filozoficzną, na poły bajkową powiastką o współczesnym świecie, którą wypełniają alegoryczne postacie. To swoisty traktat filozoficzny, w którym Pasolini odnajdywał punkty styczne między chrześcijaństwem a marksizmem. Współistnienie obu ideologii obrazuje w postaciach św. Franciszka z jednej strony i Kruka reprezentującego drugą stronę. Po nakręceniu tego filmu zapytano Pasoliniego: Dlaczego wciąż zajmujesz się tematami religijnymi, skoro jesteś niewierzący?, na co odpowiedział: Jeżeli wiesz, że jestem niewierzący, to znasz mnie lepiej niż ja sam. Być może i jestem człowiekiem niewierzącym, ale takim, który tęskni za wiarą.
W kolejnych filmach Pasolini wrócił do swoich zainteresowań antycznych i proletariackich. W 1967 nakręcił Króla Edypa – luźną trawestację tragedii Sofoklesa (z ulubionym aktorem Franco Cittim w roli tytułowej oraz Silvaną Mangano jako Jokastą). Grecka starożytność została przedstawiona w nim niemniej oryginalnie i ideologicznie niż w poprzednich filmach. Świat antyczny jest w nim dziki, okrutny i prymitywny. Dziełem Sofoklesa posłużył się do wyrażenia ponadczasowej, zawsze aktualnej prawdy o człowieku. Film składa się z trzech części, które dzieli czas i przestrzeń: prolog rozgrywa się w latach 20. XX wieku, zasadniczy dramat toczy się w starożytności, a zakończenie wśród współczesnych ulic Bolonii i Mediolanu.
W tym samym roku Pasolini wziął udział w projekcie filmowym Czarownice, który jest swoistym żartobliwym manifestem antyfeministycznym całego pokolenia twórców. Poszczególne segmenty wyreżyserowali (poza Pasolinim): Vittorio De Sica, Franco Rossi, Mauro Bolognini i Luchino Visconti. Nowela Pasoliniego nosi tytuł Ziemia widziana z Księżyca. Brak w niej typowego „pasolinizmu”, jest za to spora doza celnych i zawsze aktualnych obserwacji obyczajowych.
Kolejny film, Teoremat (1968), to antymieszczańska prowokacja reżysera, całkowicie wywrotowy i jednoznacznie marksistowski obraz, którym Pasolini przypomniał swoje radykalne, heretyckie poglądy na politykę i społeczeństwo. Fabuła filmu to parabola poetycka – rodzinę pewnego przemysłowca nawiedza nadludzka istota, ni to anioł, ni to demon, ni to Bóg, która staje się kochankiem wszystkich domowników i zmienia ich życie przez odkupienie w akcie miłości. Fizyczna miłość jest tu przedstawiona jako forma wyzwolenia i sposób na zdobycie samoświadomości. W filmie nie ma dialogów, a malarsko potraktowane ujęcia sprawiają, że dziwna, enigmatyczna fabuła zyskuje wymiar symboliczny. Teoremat uważany jest za obraz będący najpełniejszym wyrazem poglądów Pasoliniego. Sam reżyser mówił: Nawet dla mnie ten film jest zagadką. Jego bohater może być Jezusem, ale może być też diabłem. Film otrzymywał skrajne oceny – krytyka przyjęła go entuzjastycznie, nawet ta zrzeszona w Międzynarodowym Katolickim Biurze Filmowym, które przyznało obrazowi nagrodę, doceniając jego szczególne wartości moralne i religijne. I tym razem nie obyło się bez skandalu. Oficjalne media Watykanu początkowo opublikowały przychylną recenzję, po czym zmieniły zdanie, a film został oskarżony przed prokuratorem republiki i zasekwestrowany. Watykański dziennik „L’Osservatore Romano” oświadczył: Film wywiera wpływ negatywny i niebezpieczny, autor zdradza w nim przebłyski świadomości freudowskiej i marksistowskiej, tajemniczy przybysz postępuje jak demon, który bierze w posiadanie swe ofiary i znikając jak mara pozostawia je zbulwersowane i wyalienowane. W 14 miesięcy po premierze film wrócił na ekrany, a oskarżenie zostało oddalone.
Scenariusz Teorematu powstał przed Królem Edypem, ale ich realizacja odbyła się w odwrotnej kolejności. Oba filmy mają wiele punktów wspólnych – Pasolini twierdził później, że wzajemnie się inspirowały i powstawały właściwie równolegle. Pasolini był tytanem pracy i miał w zwyczaju, co u twórców jest niezmiernie rzadkie, prowadzenie publicznej dyskusji o swoich przyszłych planach.
Pełnometrażowy film Chlew, wyreżyserowany w 1969, to prowokacyjna, szokująca i obrażająca wszelkie uczucia krytyka kapitalizmu. Reklamowano go hasłem „Zabiłem swojego ojca, jadłem ludzkie mięso i drżałem z rozkoszy”. W historii wzajemnego szantażu dwóch niemieckich przemysłowców ujrzeć można morderstwa, odcięte głowy, kanibalizm i zoofilię. Sceny współczesne przeplatane są sekwencjami opowiadającymi o średniowiecznym pustelniku-kanibalu. Najbardziej „ludzkimi” postaciami w tym filmie pozostaną świnie. Ten ponury obraz jest krzykiem rozpaczy człowieka nie akceptującego świata, którym rządzi wyłącznie pieniądz i chęć zysku. Tekst Chlewu, w nieco zmienionej postaci, funkcjonuje również jako dramat sceniczny.
Do motywów antycznych wrócił Pasolini realizując w 1969 roku film Medea. Przez pryzmat kultury antycznej patrzy w nim na współczesność. Podobnie jak Król Edyp, jest to mroczny, brutalny i wizjonerski dramat. Z greckiego mitu ukazanego w tragedii Eurypidesa Pasolini (pominąwszy wiele dialogów) uczynił parabolę współczesnych stosunków pomiędzy zachodnią cywilizacją, a trzecim światem, ujmując to jako toksyczną kolizję między światem rozumu a kulturą magiczną. Łącząc filozoficzną baśń i miłosną intrygę, przedstawił zderzenie pomiędzy starym światem religii i nową, laicką rzeczywistością. Tytułową rolę Medei, która doprowadza do śmierci nową wybrankę Jazona oraz zabija swoich synów (dzieci Jazona), zagrała – tu po raz pierwszy w roli stricte aktorskiej – śpiewaczka Maria Callas; Jazonem był lekkoatleta Giuseppe Gentile. Wysmakowane pejzaże (tureckiej Anatolii), „malarsko” ujęta kolorystyka scen we wnętrzach (imitująca sztukę renesansową) i hieratyczna, rytualna gra aktorska – czynią z Medei może najbardziej wyrafinowany artystycznie film Pasoliniego.
Lata 70. to w twórczości Pasoliniego seria filmów określanych jako trylogia życia, opartych na erotycznych tekstach z klasyki literatury: Dekameronie, Opowieściach kanterberyjskich oraz Kwiecie tysiąca i jednej nocy. W realistyczny sposób pokazał w nich anarchiczną pochwałę seksualności, ciała i witalności. W Dekameronie dał wyraz fascynacji plebejską żywiołowością i naturalnością ludowej kultury włoskiej, wybierając z renesansowych nowel Boccaccia najprostsze i najpopularniejsze anegdoty. Kwiat tysiąca i jednej nocy to film zbliżony w formie i treści do Dekameronu, również będący obrazem rubasznej kultury plebejskiej, a oparty na arabskiej Księdze tysiąca i jednej nocy. Na pierwszy plan wysuwają się intrygi miłosne, romanse i jurny erotyzm, czym Pasolini polemizuje z hollywoodzkim wyobrażeniem bajkowego arabskiego świata złotych pałaców i szlachetnych kalifów. Trzecia część, Opowieści kanterberyjskie, powstała na motywach średniowiecznego dzieła Geoffreya Chaucera pod tym samym tytułem. Jest to ekranizacja ośmiu nowelistycznie ujętych opowieści z klasycznego zbioru angielskiego poety. Film, którego stylistykę Pasolini opisywał nazywał „realizmem fizjologicznym”, mimo zdobycia prestiżowej nagrody na festiwalu w Berlinie spotykał się z protestami oburzonej publiczności, zakazami wyświetlania, a nawet procesem sądowym. Wszystkie części trylogii znalazły duże uznanie wśród krytyków, odnosząc sukces na festiwalach filmowych w Cannes, Berlinie i Wenecji.
Pasolini kilka lat nosił się z zamiarem ekranizacji kolejnej tragedii starożytnej – Orestei Ajschylosa. Jego akcję planował umieścić w Afryce. Wciąż wierny marksistowskiej filozofii, uważał, że w afrykańskich krajach walczących właśnie o niepodległość, rodzi się nowy ład, porównywalny do tego który opisał w swoim dziele Ajschylos. Przymierzając się do pracy nad nowym filmem z udziałem czarnoskórych aktorów, Pasolini wyjechał do Tanzanii i Ugandy. W 1975, z materiałów nakręconych podczas rekonesansowej podróży, powstał dokument Zapiski do „Orestei” afrykańskiej, uwieczniający przygotowania do filmu, który ostatecznie nigdy nie powstał.

### Ostatni film
Wszystkie dotychczasowe skandale Pasoliniego przerosła ekranizacja nieukończonej powieści markiza de Sade'a 120 dni Sodomy. Film Salò, czyli 120 dni Sodomy (1975) nawiązuje do perwersyjnych dzieł markiza de Sade'a (także do jego esejów), lokując akcję w historii Włoch – epizodzie faszystowskiej Republiki Salo, którą Mussolini powołał w 1943. Fabuła filmu to kilkudniowa orgia zorganizowana przez faszystowskich dygnitarzy pastwiących się nad uwięzioną grupą młodych ludzi. Jest ona rytuałem seksualnej perwersji i jednocześnie orgią śmierci upadającego systemu. Pasolini (idąc za kompozycją powieści Sade'a, z ducha oświeceniowego encyklopedyzmu) wciąga widza w podróż przez kolejne piekielne kręgi – od kręgu namiętności, przez krąg ekskrementów do kręgu krwi, co odsłania najpierw „proste” perwersje seksualne, potem przyjemność erotyczną płynącą z picia moczu i spożywania kału, a w końcu rozkosz zmysłową, jaką dają sadyście tortury i mordowanie ofiary, co układa się (jak u Sade'a) w rodzaj katalogu zachowań seksualnych. Wszystko to relacjonowane jest chłodnym okiem analityka, przez co, mimo obsceniczności (zupełna nagość aktorów, niemal naturalistycznie ukazywane zbliżenia seksualne, z erekcją członka), film wydaje się antyerotyczny – to film o śmierci. Seks katów i ich ofiar jest tu tylko jednym ze środków prowadzących do destrukcji osobowości, do uprzedmiotowienia człowieka. Faszyzm jest tylko pretekstem, przykładem najbrutalniejszej manifestacji władzy, która była dla Pasoliniego złem absolutnym. Do tez markiza de Sade'a o naturalnej amoralności człowieka, Pasolini dodał groteskowy portret społeczeństwa włoskiego i złośliwy komentarz do współczesnej mu rzeczywistości politycznej.
Film miał się okazać największym skandalem Pasoliniego. W czasie kręcenia ujęć jego producenci nie wiedzieli, co się szykuje, gdyż nie mieli prawa wstępu na plan zdjęciowy. Nikt nigdy nie zobaczył całości scenariusza, a reżyser dysponował tylko roboczymi notatkami. Nieprofesjonalni aktorzy poznawali tekst tuż przed nakręceniem ujęcia. Wszystkie zdjęcia wykonano w 37 dni.

### Śmierć
Pasoliniego znaleziono martwego w noc Wszystkich Świętych, z 1 na 2 listopada 1975 na plaży w Ostii, trzy tygodnie przed premierą jego ostatniego kontrowersyjnego filmu. Miał zgniecioną klatkę piersiową, posiniaczoną twarz, złamany nos i szczękę. Palce u rąk były połamane lub obcięte.
Kilka godzin później karabinierzy zatrzymali samochód Pasoliniego, Alfę Romeo Giulia GT 2000, prowadzony przez 17-letniego Giuseppe Pelosiego. Chłopak przyznał się do kradzieży auta, a później również do morderstwa. Pelosi trudnił się prostytucją – zeznał, że został przez Pasoliniego zabrany listopadowego wieczora spod rzymskiego dworca Termini. Zjedli razem obiad w restauracji i pojechali nad morze. Tam Pasolini miał rzekomo zacząć gwałtownie „dobierać się” do chłopaka, co według Pelosiego było przyczyną jego ataku. Jak przyznał przed sądem, najpierw skatował Pasoliniego pałką, potem przejechał go jego własnym samochodem. Niemniej podczas procesu wyszły na jaw fakty, które podawały w wątpliwość wersję Pelosiego i wskazywały na udział w morderstwie osób trzecich. Nigdy ich jednak nie odnaleziono. Giuseppe Pelosi został skazany za zabójstwo.
Po trzydziestu latach od morderstwa, 5 maja 2005, Pelosi wycofał swoje zeznania w sprawie zabójstwa, twierdząc, że Pasoliniego zamordowało trzech nieznanych mu mężczyzn, mówiących z południowowłoskim akcentem, którzy obelżywie nazywali Pasoliniego „plugawym komunistą”. Stwierdził, że musiał przyznać się do zabójstwa, gdyż mężczyźni zagrozili mu skrzywdzeniem jego rodziny.
Powodem zbrodni mogła być polityczna zemsta za nieprzejednaną postawę Pasoliniego w wielu publicznych sprawach istotnych dla ówczesnych Włoch. Bernardo Bertolucci, znany reżyser i uczeń Pasoliniego, uważa, że było to zabójstwo na zlecenie rządzącej wówczas Włochami Chrześcijańskiej Demokracji, czego jednak nie udowodniono. Nowe zeznania Pelosiego przyczyniły się do wznowienia śledztwa przez rzymską prokuraturę.
Dla wielu śmierć reżysera była dopełnieniem jego twórczości, ostatnim aktem wieńczącym spektakl jego życia. Sam Pasolini często poruszał temat umierania, pisał o własnym końcu, w niektórych wierszach przedstawiał nawet proroczo szokujące okoliczności tego końca. W jednym z esejów pisał: Wolność. Kiedy naprawdę i głęboko przemyślałem to tajemnicze słowo, zrozumiałem, że nie znaczy ono nic innego, tylko wolność wyboru śmierci. Wolność nie może objawić się w żaden inny sposób, niż przez mniejsze lub większe męczeństwo. Śmierć Pasoliniego nie była samobójstwem, wyglądała jednak jak ostateczne spełnienie idei „wyrazić siebie i umrzeć”. Początkiem twórczości filmowej Pasoliniego był Włóczykij, w którym śmierć głównego bohatera definiuje całe minione życie młodego Vittorio. Reżyser zakończył życie podobnie – filmowym testamentem i śmiercią – tak samo skandalicznymi i przerażającymi.

Jest święto. A ja w proteście chcę umrzeć z upokorzenia. Chcę, aby znaleźli mnie martwego, ze sterczącym penisem, ze spuszczonymi spodniami poplamionymi białą spermą, pośród zboża zabarwionego krwistoczerwoną posoką. I jestem przekonany, że moje ostatnie przedstawienie – którego będę jedynym aktorem i jedynym widzem, w rzece, nad którą nikt nie przychodzi – nabierze znaczenia.

Zgodnie z życzeniem reżysera, premiera Salo... odbyła się w Paryżu (film był koprodukcją włosko-francuską), ale praktycznie w żadnym kraju film nie trafił do szerokiej dystrybucji, a w wielu krajach całkowicie zakazano jego rozpowszechniania. Pasoliniego pochowano, tak jak sobie życzył, w mieście Casarsa.
Ponieważ Pasolini zawsze pracował nad wieloma projektami jednocześnie, jego nagła śmierć przerwała realizację kilku ciekawie zapowiadających się filmów, m.in. opowieści o biblijnej metamorfozie Szawła w Pawła. Jeden spośród rozpoczętych scenariuszy został dokończony w 1995 – Antonio D’Agostino nakręcił na jego podstawie film pt. L’Intesa.

## Filmografia

### Reżyseria
- 1961: Włóczykij (Accattone)
- 1962: Twaróg (La Ricotta), nowela w filmie Ro.Go.Pa.G.
- 1962: Mamma Roma
- 1963: Wściekłość (La Rabbia)
- 1964: Wizja lokalna w Palestynie do Ewangelii według Mateusza (Sopraluoghi in Palestina per il vangelo secondo Matteo, dokumentalny)
- 1964: Zgromadzenie miłosne (Comizi d’amore)
- 1964: Ewangelia według świętego Mateusza (Il vangelo secondo Matteo)
- 1965: Il Padre selvaggio (krótkometrażowy)
- 1966: Ziemia widziana z księżyca (La Terra vista dalla luna), część filmu Czarownice (Le Streghe)
- 1966: Ptaki i ptaszyska (Uccellacci e uccellini)
- 1967: Król Edyp (Edipo re)
- 1968: Co to są chmury? (Che cosa sono le nuvole?), część filmu Kaprys włoski (Capriccio all'italiana)
- 1968: Teoremat (Teorema)
- 1969: Wskazówki względem filmu o Indiach (Appunti per un film sull'india)
- 1969: Miłość i gniew (Amore e rabbia)
- 1969: Chlew (Porcile)
- 1969: Medea
- 1970: Appunti per un romanzo dell'immondeza (dokumentalny)
- 1970: Dekameron (Il Decameron)
- 1971: Opowieści kanterberyjskie (I racconti di Canterbury)
- 1972: Dwunasty grudnia 1972 (Dodici dicembre 1972)
- 1974: Pasolini e... la forma della città  (dokumentalny, krótkometrażowy)
- 1974: Mury Sany (Le mura di Sana, dokument krótkometrażowy)
- 1974: Kwiat tysiąca i jednej nocy (Il Fiore della mille e una notte)
- 1975: Zapiski do Orestei afrykańskiej (Appunti per una Orestiade africana)
- 1975: Salò, czyli 120 dni Sodomy (Salo o le 120 giornate di Sodoma)

### Scenariusz
- 1955: Ucieczka w Dolomity (Prigioniero della montagna)
- 1955: La Donna del fiume
- 1957: Noce Cabirii (Le Notti di Cabiria)
- 1957: Kokietka Marisa (Marisa la civetta)
- 1958: Młodzi małżonkowie (Giovani mariti)
- 1959: Ragazzi di vita, nowela w filmie Noc brawury (La Notte Brava)
- 1959: Śmierć przyjaciela (Morte di un amico)
- 1960: Zdarzyło się w Rzymie (La Giornata balorda)
- 1960: Il Carro armato dell'8 settembre
- 1960: Długa noc w 1943 (La Lunga notte del '43)
- 1960: Słodkie życie (La Dolce vita)
- 1960: Piękny Antonio (Il Bell'Antonio)
- 1961: Włóczykij (Accattone)
- 1961: Dziewczyna w oknie (La Ragazza in vetrina)
- 1961: Milano nera
- 1962: Twaróg (La Ricotta), nowela w filmie Ro.Go.Pa.G.
- 1962: Mamma Roma
- 1962: Una Vita violenta
- 1962: Kostucha (La Commare secca)
- 1963: Wściekłość (La Rabbia)
- 1964: Ewangelia według Mateusza (Vangelo secondo Matteo)
- 1964: Zgromadzenie miłosne (Comizi d’amore)
- 1964: Wizja lokalna w Palestynie do Ewangelii według Mateusza (Sopraluoghi in Palestina per il vangelo secondo Matteo, dokumentalny)
- 1966: Ptaki i ptaszyska (Uccellacci e uccellini)
- 1967: Król Edyp (Edipo re)
- 1966: Ziemia widziana z księżyca (La Terra vista dalla luna), część filmu Czarownice (Le Streghe)
- 1968: Che cosa sono le nuvole?, część filmu Kaprys włoski (Capriccio all'italiana)
- 1968: Teoremat (Teorema)
- 1969: Chlew (Porcile)
- 1969: Miłość i gniew (Amore e rabbia)
- 1969: Medea
- 1970: Ostia
- 1970: Dekameron (Il Decameron)
- 1972: Dwunasty grudnia 1972 (Dodici dicembre 1972)
- 1971: Opowieści kanterberyjskie (I Racconti di Canterbury)
- 1973: Storie scellerate
- 1974: Pasolini e... la forma della citta (dokumentalny, krótkometrażowy)
- 1974: Mury Sany (Le mura di Sana, dokument krótkometrażowy)
- 1974: Kwiat tysiąca i jednej nocy (Il Fiore della mille e una notte)
- 1975: Zapiski do Orestei afrykańskiej (Appunti per una Orestiade africana)
- 1975: Salo, czyli 120 dni Sodomy (Salo o le 120 giornate di Sodoma)
- 1981: Mulheres... Mulheres (na podstawie opowiadania Morire d'Amore)
- 1981: Calderon (Calderón)
- 1988: L’altro enigma
- 1995: L`Intesa
- 1997: Le Bassin de J.W.
- 1998: Yesu

### Zdjęcia
- 1967: Król Edyp (Edipo re)
- 1975: Zapiski do Orestei afrykańskiej (Appunti per una Orestiade africana)

### Muzyka
- 1970: Dekameron (Il Decameron)

### Aktor
- 1960: Il Gobbo jako Monco
- 1964: Zgromadzenie miłosne (Comizi d’amore) jako reporter przeprowadzający wywiad
- 1964: Wizja lokalna w Palestynie do Ewangelii według Mateusza (Sopraluoghi in Palestina per il vangelo secondo Matteo, dokumentalny) jako on sam
- 1967: Król Edyp (Edipo re) jako kapłan
- 1967: Requiescant jako Don Juan
- 1969: Wskazówki względem filmu o Indiach (Appunti per un film sull'india) jako on sam
- 1971: Pier Paolo Pasolini: A Film Maker's Life jako on sam
- 1970: Dekameron (Il Decameron) jako Allievo di Giotto
- 1971: Opowieści kanterberyjskie (I Racconti di Canterbury) jako Geoffrey Chaucer

## Główne wyznaczniki stylu
Charakterystycznymi cechami twórczości Pasoliniego są:
- Wolność najwyższą wartością

Całkowita wolność sztuki, swoboda przekonań i postępowania. Nie uznawał tematów tabu, w imię wolności twórczej przekraczał bariery obyczajowe i estetyczne, łamał konwencje.
- Celebrowanie życia i jednoczesna fascynacja śmiercią

Świadomość istnienia śmierci jest niezbędna, by w pełni smakować intensywność życia, tak jak nie ma pełni rozkoszy bez zaznania cierpienia. Pasolini czynił ze śmierci najwyższą sublimację rozkoszy w postaci osiągnięcia pełnego wyzwolenia. Mimo zdecydowanie deklarowanego ateizmu, pociągała go myśl o ofierze i poświęceniu, szukał źródeł i interpretacji „świeckiej świętości”. Uważał siebie za artystę-męczennika, który musi poświęcić życie, aby osiągnąć jego spełnienie.
- Synkretyzm

Filmy Pasoliniego przechodzą ze skrajności w skrajność i łączą przeciwstawne idee. Jego wczesna twórczość zahaczała w formie o neorealizm i niemal dokumentalny opis rzeczywistości, potem chętnie sięgał po figury symboliczne i metafory. Przechodził od nihilizmu do hedonizmu, od idei męczeństwa i cierpienia do pochwały nieskrępowanej witalności i zmysłowości, swobodnie łączył tematykę katolicką z manifestacją marksizmu.
- Brak klasycznej narracji

Jego filmy to specyficzny zapis wizji poetyckich – nie mają prostej linii narracyjnej. Bywa, że składają się z sekwencji luźnych, pozornie zupełnie niezwiązanych ze sobą scen. Pasolini woli przedstawić rytm odczuwanych emocji, niż o nich opowiadać.
- Cielesność i seksualność

Scenami pożądania, seksu i upojenia posługuje się, by szukać dróg wyrwania się z ograniczeń. Rytm fizycznego zbliżenia, namiętność są chwilą, gdy można odczuć brak kontroli, wyzwolić się z więzów, zatracić i rozpłynąć. Odczucia osiągają apogeum, aż do bólu, a przy tym szczyt rozkoszy dla Pasoliniego ma w sobie coś ze śmierci, która jest pełnią wolności.
- Pasja

Filmy reżyserowane przez Pasoliniego nigdy nie są „letnie”. W każdym z nich widoczne jest pełne zaangażowanie twórcze, żarliwość i poświęcenie. Niedopowiedzenia, zamglenie czy delikatne sugestie nie są w jego stylu, woli dzikość, brutalność, drapieżność, szokujące kontrasty, estetyczną ekstremalność. Nie boi się reakcji widzów, nie zważa na ich uczucia i wrażliwość, nie dba o zdanie krytyków. Kreśli swoją opowieść bezkompromisowo, dokładnie tak, jak ją sobie wyobraził.
- Postrzeganie władzy

„Człowiek” nie brzmi dumnie – pragnie zdobyć władzę, a przy tym nie znosi jej nad samym sobą. Wszelkie odgórne nakazy krępują prawdziwe ja, które jest z gruntu amoralne, kształtowane przez popędy. Wszelka moralność to gorset narzuconych z zewnątrz zasad postępowania, które nie są osiągnięciem cywilizacji, ale wypływają z chęci manipulowania innymi. W tych kategoriach postrzega politykę, wiarę i społeczeństwo – krępują jednych, a dają ujście brutalności drugich.
- Inspiracje

Pasolini chętnie sięga po tematykę biblijną, literaturę starożytną i klasykę prozy, które wykorzystuje do analizowania stałości i niezmienności mitów i archetypów zakorzenionych w kulturze i przekłada je na współczesność. Ich powtarzalność jest przyczynkiem do analizy stałości ludzkiej natury oraz jej najbardziej witalnych potrzeb, pragnień.
- Technika realizacyjna

Pasolini posługuje się krótko montowanymi scenami, kadry są często mocno rozświetlone, scenografia oszczędna, wręcz ascetyczna, przypomina czasami dekorację teatralną. Wypracował własną metodę, w której łączył realistyczną prezentację rzeczywistości i naturalizm z wyrafinowaną stylizacją plastyczną. Aktorzy grający w filmach Pasoliniego to przede wszystkim naturszczycy, wręcz wzięci wprost z ulicy, którzy zafascynowali go twarzą, kalectwem, typem fizycznym.
Podkreśla się też „malarskość” obrazów filmowych Pasoliniego. W każdym nowym filmie krytycy wspólnie ze znawcami malarstwa doszukiwali się stylizacji na znane płótna wielkich włoskich renesansowych malarzy. We Włóczykiju odnaleziono nawiązanie do Madonny Domenico Ghirlandaio. W Mamma Roma scena wesela, która rozpoczyna film, przypomina Ostatnią wieczerzę tego samego malarza (tym razem bez obrazoburczości, raczej na zasadzie wolnego skojarzenia), a finałowe ukrzyżowanie głównego bohatera stylizowane jest na obraz męki Jezusa z Martwego Chrystusa Andrea Mantegna. Obrazy pustyni, częsty motyw w jego filmach, Pasolini jakby wyjmował z obrazów mistrzów takich jak Agonia w Ogrodzie Mantegna. Dekameron to z kolei jedna wielka stylizacja na twórczość Giotta.

## Podział filmów Pasoliniego
Filmy Pasoliniego można generalnie ująć w pięciu kategoriach:
1. wczesne filmy, nawiązujące do poetyki neorealizmu i będące opowieściami z życia rzymskiego proletariatu (Włóczykij, Wściekłość, Twaróg, Mamma Roma),
2. rubaszne, zmysłowe ekranizacje literackie (Dekameron, Opowieści kanterberyjskie, Kwiat tysiąca i jednej nocy),
3. adaptacje antycznych tragedii (Medea, Król Edyp, Zapiski do Orestei afrykańskiej oraz dramaty Affabulazione i Pilades),
4. filmy sięgające do tematyki religijnej z lewicowym, marksistowskim przekazem (Ewangelia według Mateusza, Ptaki i ptaszyska),
5. mroczne, ekstremalne prowokacje intelektualne uświadamiające dwuznaczny charakter relacji między jednostką a władzą (Salo czyli 120 dni Sodomy, Chlew).

## Konteksty kulturowe Pasoliniego
Ocenia się, że twórczość Pasoliniego w istotny sposób wpłynęła na włoskie kino kontestacji, które upatrywało w nim swojego patrona. Niektórzy twórcy tego nurtu i tego pokolenia, jak np. Bernardo Bertolucci, rozpoczynali swoją karierę pod jego opieką artystyczną (Bertolucci był asystentem Pasoliniego na planie Włóczykija). Postawa twórcza reżysera, jego zaangażowanie społeczne i nonkonformistyczna postawa uczyniły z niego jednego z najbardziej znanych intelektualistów swoich czasów.
Twórczość Pasoliniego jest obecna w kulturze mimo upływu lat.
- Zespół Coil nagrał utwór poświęcony Pasoliniemu, „Ostia (The Death Of Pasolini)”, zamieszczony na albumie Horse Rotorvator z 1986 roku[14].
- Do twórczości reżysera nawiązywał brytyjski artysta Derek Jarman, równie bezkompromisowy, nieprawomyślny i awangardowy twórca filmów i, podobnie jak Pasolini, homoseksualista. Tworzył zaskakująco podobne filmy – adaptacja Burzy Szekspira jest bardzo bliska stylowi Pasoliniego, różniąc się od filmów Włocha praktycznie wyłącznie językiem, jakim posługują się jej bohaterowie[1].
- W Polsce, na festiwalu filmowym Era Nowe Horyzonty w 2002, przedstawiono retrospektywę filmów Pasoliniego[10]. Podobne przeglądy, choć na mniejszą skalę, odbyły się w 2004 i 2006 w kinie „Charlie” w Łodzi[15] i w 2006 r. w Krakowie, w kinie Centrum Kultury „Rotunda”[16].

## Nominacje i nagrody
- 1958: nagroda na festiwalu w Cannes za scenariusz do Młodych małżonków (reż. Mauro Bolognini)
- 1961: nagroda na MFF w Karlovych Varach za film Włóczykij
- 1962: nominacja do „Złotego Lwa” w Wenecji za film Mamma Roma
- 1964: nominacja do „Złotego Lwa” i specjalna nagroda jury na festiwalu w Wenecji za film Ewangelia według Mateusza
- 1965: „Srebrna Wstęga” – nagroda Włoskiego Stowarzyszenia Krytyków za reżyserię filmu Ewangelia według Mateusza
- 1967: nominacja do „Złotego Lwa” na festiwalu w Wenecji za film Król Edyp
- 1967: „Srebrna Wstęga” – nagroda Włoskiego Stowarzyszenia Dziennikarzy Filmowych za film Ptaki i ptaszyska
- 1968: nominacja do nagrody BAFTA za film Ewangelia według Mateusza
- 1968: nominacja do „Złotego Lwa” na festiwalu w Wenecji za film Teoremat
- 1971: nominacja do „Złotego Niedźwiedzia” i „Srebrny Niedźwiedź” – wyróżnienie specjalne jury festiwalu w Berlinie za film Dekameron
- 1972: „Złoty Niedźwiedź” na festiwalu w Berlinie za film Opowieści kanterberyjskie
- 1974: nominacja do „Złotej Palmy” i nagroda jury na festiwalu w Cannes za film Kwiat tysiąca i jednej nocy

## Dzieła literackie

### Poezja
- 1942: Le poesie a Casarsa
- 1954: La meglio gioventù
- 1957: Le ceneri di Gramsci
- 1958: L'usignolo della chiesa cattolica
- 1961: La religione del mio tempo
- 1964: Poesia in forma di rosa
- 1971: Trasumanar e organizzar
- 1975: La nuova gioventù

### Eseje
- 1960: Passione e ideologia
- 1960: Canzoniere italiano, poesia popolare italiana
- 1972: Empirismo eretico
- 1976: Lettere luterane
- 1977: Le belle bandiere
- 1979: Descrizioni di descrizioni
- 1979: Il caos
- 1979: La pornografia è noiosa
- 1975: Scritti corsari (1985?)
- 1987: Lettere (1940-1954)

### Dramaty
- 1968: Orgia
- 1968: Porcile (Chlew)[17]
- 1973: Calderón
- 1977: Pilade (Pilades)[18]
- 1977: Affabulazione
- 1977: Bestia da stile (Bestia stylu)